# Hans Andersen (calciatore 1905)
Hans Andersen (16 ottobre 1905 – 31 marzo 1969) è stato un calciatore norvegese, di ruolo difensore.

## Carriera

### Club
Andersen vestì la maglia del Mjøndalen.

### Nazionale
Conta una presenza per la Norvegia. Il 13 giugno 1937, infatti, fu in campo nella sconfitta per 5-1 contro la Danimarca.